# Ефимов, Владимир Венедиктович
Влади́мир Венеди́ктович Ефи́мов (1949—2012) — советский и российский график, художник шрифта.

## Биография
В 1973 году окончил Московский полиграфический институт по специальности «художник-график». Работал в Отделе наборных шрифтов НПО Полиграфмаш. Среди его учителей были Г. А. Банникова, М. Г. Ровенский, И. С. Слуцкер, Л. А. Кузнецова.
В апреле 1998 года стал соучредителем и арт-директором компании «ПараТайп». Работая в «ПараТайпе», Ефимов создал более 60 гарнитур (более 200 начертаний). Параллельно Ефимов вёл педагогическую и просветительскую деятельность. Он преподавал курс шрифта в вузах Москвы — МГХПУ им. С. Г. Строганова, в Высшей академической школе графического дизайна, в Британской высшей школе дизайна; также выступал с лекциями на различных шрифтовых форумах.
Во многом благодаря усилиям Владимира Венедиктовича шрифтовое дело в России возродилось и достигло современного мирового уровня.
Ефимов — автор серии книг «Великие шрифты» (Кн. 1. Истоки. М.: ПараТайп, 2006; кн. 2. Антиква. М.: ПараТайп, 2007), редактор русских изданий ряда книг о шрифтах (Чихольд Я. Облик книги. 2008; Брингхерст Р. Основы стиля в типографике. 2006; Шпикерман Э. О шрифте. 2005).

## Шрифты
- «Прагматика» (1989)
- «Эдвер Готик» (1989)
- «Ньютон» (1990)
- «Петербург» (1992)
- «Дидона» (1992)
- «Октава» (1996)
- «Чартер» (1999)
- «Киш» (1999)
- Свободные шрифты ПТ, и другие

## Награды
- Диплом Российской Академии художеств
- Гран-при Международной биеннале «Золотая пчела» (Москва)
- Диплом конкурса шрифтового дизайна «ТиДиСи» (Нью-Йорк) и др.